# Каталонський Поперечний хребет
- Піренеї
- Передпіренеї
- Каталонська Центральна западина
- Менші гірські масиви Центральної западини
- Каталонський Поперечний хребет
- Каталонський Прибережний хребет
- Каталонський Береговий хребет
- Каталонська Прибережна западина та інші прибережні рівнини

Каталонський Поперечний хребет (ісп. Serralada Transversal) — це система невеликих гірських хребтів на східній частині Передпіренейських гір, між комарками Осона та Гарроча. Існування Каталонського поперечного хребта ускладнювало сполучення в північних районах Каталонії в минулому, особливо між північно-східною Каталонією (Каталонська прибережна депресія з такими містами, як Жирона, Фігерас і Ла-Жонкера) і Західною Каталонією (Каталонська Середземноморська система; Леріда, Сервера і далі на захід до Арагону), проблема, яка була частково вирішена з розвитком трансверсалі Ейкс.

## Опис
Каталонський поперечний хребет складається з серії гір, що проходять по осі NW / SE між Піренеями, Суб-Піренеями, Каталонським Прибережним хребтом і північним кінцем Каталонської прибережної западини. Найвища точка — Пуігсакальм, 1515 м. 
Його найхарактернішою рисою є невеликий регіон вулканічного походження поблизу Олота, Гарроча. Є згаслі вулкани, як-от конічної форми Санта-Маргарида та Кроскат, а також базальтові масиви, що виникли в стародавніх потоках лави в Кастельфолліт-де-ла-Рока.

## Головні гірські хребти
- Пуігсакальм (1,515 м)
- Пла д'Айа (1,306 м)
- Ель-Фар (1,111 м)
- Серра-де-Фінестре (1,027 м)
- Сан-Рок (591 м)